# Samamea
Samamea is een plaats in Samoa en is de hoofdplaats van het district Va'a-o-Fonoti op het eiland Upolu.